# Jubilæumskantate
De Jubilæumskantate is een compositie van Christian Sinding. De tekst voor deze cantate werd geleverd door Nils Colett Vogt. De cantate is geschreven vanwege het feit dat een niet zelfstandig Noorwegen in mei 1814 zich losweekte van overheerser Denemarken. Op 17 mei 1814 werd de Noorse Grondwet bekrachtigd. Veel schoten de Noren er niet mee op, want 4 november werd Noorwegen aan Zweden gelieerd middels de Personele Unie. Pas in 1905 werd Noorwegen echt onafhankelijk. In 1914 volgde dan grootse festiviteiten ter viering van het 100-jarig bestaan van de grondwet.
Voor het concert waren niet de minsten uitgenodigd: 
- Borghild Langaard, een sopraan
- Karl Nissen, de pianist
- Eyvind Alnæs, componist
- Cæcilienforeningen, koor
- een 90 man sterk orkest

De cantate werd uitgevoerd tijdens een opening in de grote concertzaal en verdween daarna volledig uit beeld.
Sinding schreef de cantate voor:
- solisten (sopraan en bariton)
- gemengd koor (SATB): sopranen, alten, tenoren, bassen
- 1 piccolo, 2 dwarsfluiten, 2 hobo’s,  2 klarinetten, 2 fagotten
- 4 hoorns, 3 trompetten, 3 trombones, 1 tuba
- pauken,  bekkens, kleine trom, grote trom, 1 harpen,  piano, 1 celesta, orgel
- violen, altviolen, celli, contrabassen